# Universidad Politécnica de Rzeszów

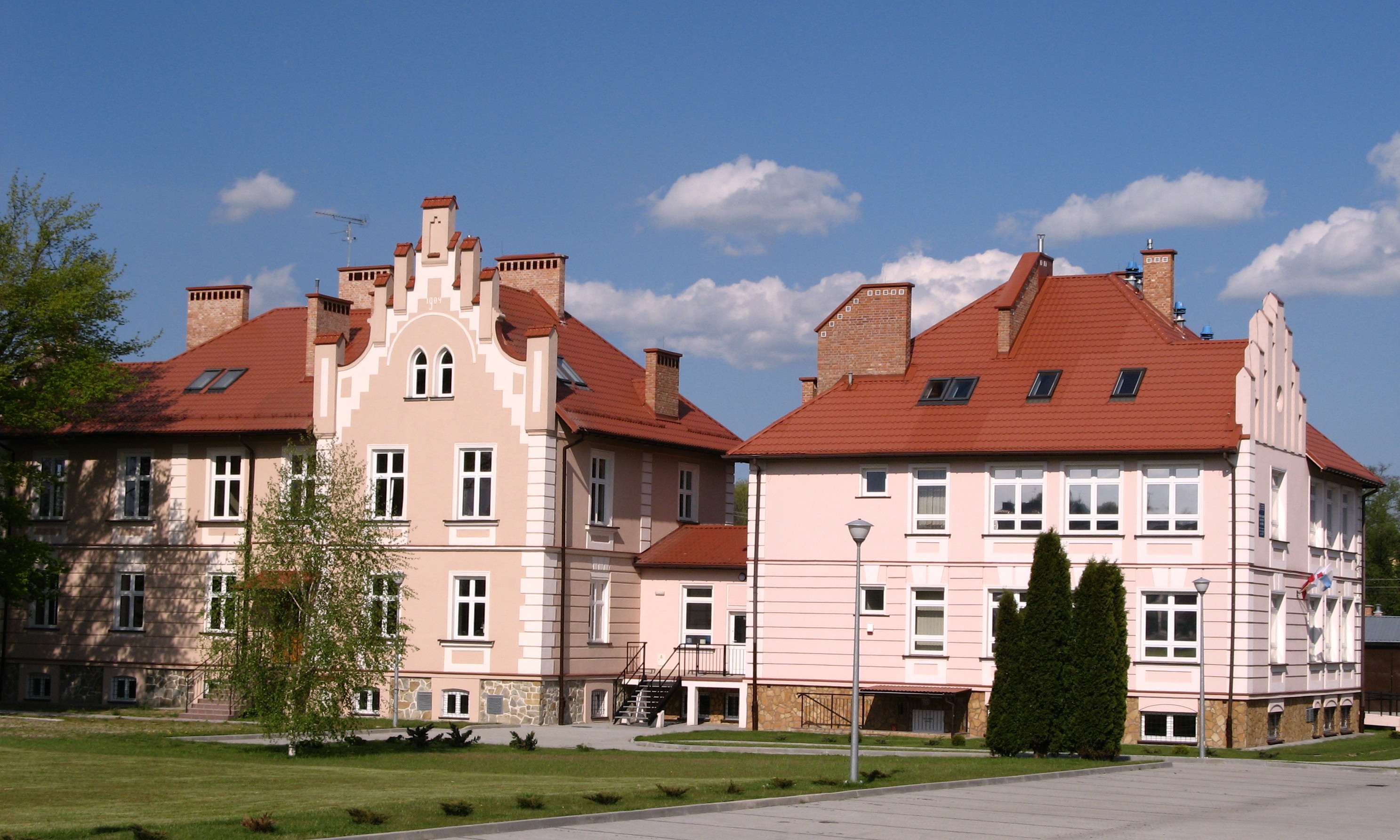
Edificios centenarios renovados y reconvertidos en nuevos laboratorios biomédicos de la Universidad Politécnica de Rzeszów en Albigowa.

La Universidad Politécnica de Rzeszów, también conocida como Universidad Tecnológica Ignacy Łukasiewicz (en polaco: Politechnika Rzeszowska im. Ignacego Łukasiewicza, PRz) es una institución estatal de educación superior en Rzeszów, Polonia. De acuerdo con el ranking internacional Webometrics Ranking of World Universities publicado por el Consejo Superior de Investigaciones Científicas, la universidad se sitúa en el puesto 14 entre las universidades técnicas de Polonia y en el puesto 1.173 de todas las universidades listadas a escala mundial.
El Politécnico Rzeszów comenzó como una escuela vocacional de ingeniería en 1951 por iniciativa de los empleados de la fábrica de aviones PZL WS-2 (sucursal de PZL State Aviation Works). Entre 1952 y 1974 fue gradualmente convirtiéndose en una universidad propiamente dicha. Desde 1976, opera el Centro de Formación de la Aviación (Ośrodek Kształcenia Lotniczego) en las afueras de Rzeszow. La universidad es el único centro politécnico del país que otorga títulos a pilotos de aviación civil.
Los estudiantes de la universidad han cosechado múltiples éxitos en varias competiciones internacionales, incluido el University Rover Challenge. En 2015 la universidad ganó dicho concurso.

## Facultades y estudios
- Facultad de Ingeniería Civil y Ambiental (Wydział Budownictwa i Inżynierii Środowiska)[8]

1. Arquitectura (Architektura)
2. Ingeniería civil (Budownictwo)
3. Ingeniería ambiental (Enżynieria Środowiska)
4. Protección ambiental (Ochrona Środowiska)

- Facultad de Ingeniería Mecánica y Aeronáutica (Wydział Budowy Maszyn i Lotnictwa)[9]

1. Ingeniería de materiales (Enżynieria Materiałowa)
2. Ingeniería aeroespacial (Lotnictwo i Kosmonautyka)
3. Mecánica e Ingeniería mecánica (Mechanika i Budowa Maszyn)
4. Mecatrónica (Mechatronika)
5. Transporte (Transport)
6. Administración e Ingeniería de producción (Zarządzanie i Enżynieria Produkcji)

- Facultad de Química (Wydział Chemiczny)[10]

1. Biotecnología (Biotechnologia)
2. Ingeniería química (Enżynieria Chemiczna i Procesowa)
3. Tecnología química (Technologia Chemiczna)

- Facultad de Ingeniería Eléctrica e Informática (Wydział Elektrotechniki i Informatyki)[11]

1. Robótica y Automática (Automatyka i Robotyka)
2. Electrónica y Telecomunicaciones (Elektronika i Telekomunikacja)
3. Ingeniería eléctrica (Elektrotechnika)
4. Ingeniería energética (Energetyka)
5. Ingeniería informática (Informatyka)

- Facultad de Matemáticas y Física Aplicada (Wydział Matematyki i Fizyki Stosowanej)[12]

1. Matemáticas (Matematyka)
2. Ingeniería y análisis de datos (Enżynieria i Analiza Danych)
3. Ingeniería médica (Enżynieria Medyczna)

- Facultad de Administración (Wydział Zarządzania)[13]

1. Seguridad (Bezpieczeństwo Wewnętrzne)
2. Finanzas y Contabilidad (Finanse i Rachunkowość)
3. Logística (Logistyka)
4. Administración (Zarządzanie)

- Facultad de Tecnología Mecánica (Wydział Mechaniczno-Technologiczny)

1. Mecánica e Ingeniería Mecánica (Mechanika i Budowa Maszyn)
2. Administración de la producción e Ingeniería (Zarządzanie i Enżynieria Produkcji)

- Otros centros (Jednostki pozawydziałowe)

1. Centro de Formación de la Aviación (Ośrodek Kształcenia Lotniczego)[14]
2. Centro Universitario de Planeadores en Bezmiechowa (Akademicki Ośrodek Szybowcowy w Bezmiechowej)
3. Departamento de Lenguas Extranjeras (Studium Języków Obcych)
4. Centro de Fisioterapia y Deportes (Centrum Fizjoterapii i Sportu)